# パソコン通信探偵団事件ノート
パソコン通信探偵団事件ノート（パソコンつうしんたんていだんじけんノート）は、青い鳥文庫（講談社）から刊行されている著者・松原秀行、挿絵・梶山直美による推理ものの児童文学作品。なお、1〜6巻は改訂版がでており、そこでは『風浜電子探偵団事件ノート』と名称が変えられている。

## 概要
タイトルに必ず「パスワード」が入ることから「パスワードシリーズ」「パスワード探偵団」とも呼ばれている。2017年12月までに単行本として32作が刊行されている。またその他、短編や合作形式で発表された作品4本がある。これとは別に、この作品に登場する野沢レイの高校生時代を描いた『レイの青春事件簿』シリーズが講談社のYA!ENTERTAINMENTから刊行されている。小・中学生から人気がある作品で、累計部数は360万部。
小学生（第20巻からは中学生）5人が身近で起こる様々な事件に、仲間たちや主犯格側が遺したペンシルパズルやなぞなぞなどを推理して解決へ挑むという単純明快なシナリオとなっている。もともとこの仲間は野沢レイがパソコン通信の電子会議上に作成した掲示板に風浜市周辺の小学生達が偶然にも集まり「パソコン通信探偵団」として結成したものである。タイトルの「パスワード」は、当初は電子探偵団へのログインに必要なパスワードや解（Q.E.D.）のことを指していたが、続刊に連れて意味合いが薄れており（本編と繋がりが無い）、シリーズ名称として使われているに過ぎない状態となっている。
チャットを通してオフ会を告知し出会った、マコト、飛鳥、ダイ、ネロだったが、2014年10月26日、抽選40名の読者と作者松原が出会うオフ会が講談社26階のレセプションルームで開かれた。参加者内訳は、松原の話として小学校3年生から20代の社会人だったという。

## 作風の変化
チャットを用いた会議など情報技術の積極的な活用描写が多い作品だが、1995年から現在に至るまで20年に渡って執筆されており、その間に現実の情報技術、とりわけ一般家庭をとりまくパソコン事情が刊行当時とは大幅に変化している。そのため初期作品における描写と現実とのギャップが大きくなっていた。2011年以降、初期の作品のIT面やネットマナーなどの時代背景を2010年代風に改めた新装版が「new版」として本編と並行して順次刊行されている。
シリーズタイトルにも象徴されるように作品の初期はパソコン通信をはじめワープロやポケベルといった90年代当時に普及していた情報技術や電子機器が登場し使用されていたが、情報技術の発展に伴い、2000年代以降の作品では徐々に使用される環境はインターネットやパソコン、携帯電話などに時代に合わせて移り変わっていった。
主人公たちが中学生となった20巻からは出題の難易度が上がり、続刊につれて著者の後書きや注釈にクロスワードパズル関係の参考資料の掲載が増えたり、パズル作家から問題（いわゆるネタ）提供を受けた事が記述されるようになっている。また、20巻以降ではそれまで余り触れられていなかった探偵団メンバーの学校生活について垣間見られるような記述も見られ、挿絵についても頭身が高くなっている。

## 主な登場人物

### 電子探偵団
メンバーであるマコト・みずき・飛鳥・ダイ・まどかの5人は第1巻から4巻までは小学5年生、第5巻から19巻までは小学6年生、第20巻からは中学1年生となっている。
小海マコト（こうみ まこと） detective code 001
本作の主人公。風浜市立旭小学校出身。
第20巻からは風浜市立風浜第3中学校に通い、探偵部の新入部員としても活動している。制服が定まっていないため、母親がモノクロ([ユニクロ|衣類量販店]のパロディと思われる)で買いそろえたファストファッションの服装で私服通学している。
小学生時点の学力はイマイチ（通信簿には3が並んでいた）だが、団員一の推理力と観察力を持つ。アイザックとはお互いを認め合う好敵手。家は「ラ＝メール洋菓子店」というケーキ屋で、偶に店番や配達などの手伝いをしている。お小遣いは月2,000円。ただ、だれかとデートするときは臨時で3000円もらえたこともある。両親（特に父親）の困ったダジャレシリーズと、母親の誤解（マコトとまどかが付き合っていて、プロポーズしたと思っている）には毎回困らされている。みずきとは相思相愛の仲だが、なかなか進展しない。
読本好きで、小学3年生のときにシャーロック・ホームズの物語に出会いミステリー好きになった。作文を書くのも好きで最近は自分でミステリーを作っており、将来の夢は作家。くじ運がいい母親が商店街の福引で一等を当てて手にいれたコンピューター「コスモス」を使っている。第20巻から携帯を持ち、着メロは、アニメ『ゲゲゲの鬼太郎』のテーマソング。
電子塾に入塾後もあまり成績は上がっていないが、これは塾内でも電子探偵団に入り浸っているためである。両親には電子探偵団の存在は秘密にしており、団員仲間も単に「電子塾の仲間」とだけ紹介している。
鳥遊飛鳥（たかなし あすか） detective code 002
山王学園初等部出身。
第20巻からは山王学園の中等部に通っている。部活は初等部から引き続きパソコン部。
人一倍プライドが高く、マコトをライバル視しておりなにかと皮肉を飛ばしている。科学の知識や計算力で謎を解くが早とちりが多い。パソコンが得意。秀才のイメージがあるが意外にゲーム好きで怖がり。鉄道オタク。
ひょんなことからダイと2人でクマの着ぐるみを着てビラ配りをするアルバイトをしている。ダイと会話している内に漫才になってしまう影響があってか最近「ギャグ推理」にも進歩が出ている。アイドルである野原たまみの大ファンで、両思いでもあるが、彼女を前にするとどもってしまう。実際、「たまみちゃん」と言いたいのに「た・た・た・た…」としか言えなかったことがよくある。
得意なパズルの種類は「論理的パズル」。将来の夢は弁護士。
林葉みずき（はやしば みずき） detective code 003
葉村市立第二小学校出身。
第20巻からは葉村市立一本木中学校に通っている。
ボーイッシュな健康的美少女。同年代では県下トップのマラソンランナーであり、県対抗駅伝に出場し活躍した。大の犬好きで、ある事件からメスのダルメシアン「ハチ」を飼っている。
陸上部だったが、学校裏サイトによるネットいじめを主な原因として、退部した（個人的なトレーニングは続けている）。その後、一条京香が師範代を務める古武術を習い始めた。
暗号を解くのが得意で、「暗号の天才」と呼ばれる。
マコトが気になっているが、なかなか素直になれないでいる。23巻でマコトのことを「大好きな大好きな、だれよりもいちばん好きな男の子」と言っているが、以降も手が触れただけで頬がピンクになってしまい恋愛関係が縮まらない。
仙崎ダイ（せんざき だい） detective code 004
若宮小学校出身。
第20巻からは中高一貫校のあけぼの学院中等部に通っている。部活は将棋部。太っており、好物は苺大福とトンカツ。
大食漢で運動音痴。しかし将棋ではアマ4段の腕前を持ち、県の小学生名人に輝いた実績を持つ。通う将棋道場でも一目置かれ棋力の向上に余念がないが、電子探偵団での活動に熱中するあまり将棋がおろそかになり悩むことも。
やや安易な発想に流れがちなところがあり、よく謎解きやパズルの解答がギャグになってしまう。この言動は通称「ギャグ推理」と呼ばれ、いつの間にか電子探偵団での名物となっている。
知識や理屈を重んじる飛鳥とは正反対な性格だが、彼とは息が合っており、推理合戦では二人の掛け合いがいつも漫才のようになる。また飛鳥と共にたまにクマの着ぐるみを着てビラまきのアルバイトをしている。
まどかのことが気になっている。
神岡まどか（かみおか まどか） detective code 005
四葉女子大学付属小学校出身。
帰国子女で、1巻での誘拐事件で団員に助けられた後に電子探偵団に加入した。
フランス人形のような美少女で、テレビ局のプロデューサーから目を付けられスカウトされたこともあるが、断っている。
成績は優秀で、通信簿には5がずらりと並ぶ。温和な性格だがやや世間とずれている面があり、携帯の着メロに「ラジオ体操第1」を使用したり、他の4人は嫌がるヘビが好きだったりと見かけによらず謎のセンスの持ち主。またなかなかの行動派で、他の団員が思いもよらない大胆な行動に走ることがある。猫愛好家でもあり、本人曰くネコ語が話せる。
父子家庭で、父親はパソコン研究の第一人者の神岡蔵人博士。当初は母親が交通事故で亡くなったと思っていたが、後に健在であったことが判明。母親の生存を知り一時は家出をするまでに思いつめるが、レイの助言もあり和解し、外伝『恐竜パニック』では一緒にオーストラリアを旅するほどに関係が改善された。
妖精やおとぎ話の登場人物が出てくるなど、現実離れした突拍子もない空想を繰り広げる「暴走推理」（マコト曰く「ファンタジー推理」）が得意。そのせいかマコトの父親とはとても気が合う。
一条京香の大ファン。
18巻で小学校卒業を機にオーストラリアのメルボルンへ行く。22巻で帰国が決定、9月から2巻の事件で知り合った海東夫妻のところへホームステイする形で四葉女子大付属中学校へ編入した。
野原 たまみ（のはら たまみ） detective code 006
4巻より登場。人気の小学生アイドル。
「学校仮面」というドラマで主演デビューした際にロケを見に来たマコトたちと知り合い、その後は彼らの影響でパズル番組にも多数出演するようになった。一人称は基本「ノハラ」。
小学校5年生の夏休みにスカウトされ芸能界入りしたらしい。登場時の第一声が「ぱほぱほ〜ん」、語尾に「〜だどっ」をつけるなど、独特の＜ノハラ語＞を喋る。｢ぱほぱほ〜ん｣は彼女自身のオリジナルだが、｢〜だどっ｣は彼女が憧れる水森亜土をもとにしていると話している。いつも髪を三つ編みにし、白い服に白いブーツ、白い羽のついた帽子を被っている。ただしこれらは芸能人としてのキャラ作りの面が強く、素の言動は歳相応の少女らしい、しおらしいもので一人称も「あたし」。
最初の出会いの際には電子探偵団へ勧誘されるものの辞退したが、その後も彼らと度々行動を共にすることになる。29巻『東京パズルデート』からはスカウトされ、正式に電子探偵団に加わっている。
飛鳥のことが好きで、よく彼を頼っている。アイドルとしての活動中にも飛鳥にもらった河童の文鎮を大切にしたり、キャンペーン中にウィンクを送るなどさりげなくアピールしている。
野沢レイ / ネロ（のざわ れい / ネロ）
電子探偵団の団長を務める女性。年齢不詳（30代半ば程度だと推定されるがはっきりしていない）。
大変な美人で、団員からの信頼も厚い。パズルや謎解きの面白さを団員に教える。ハンドルネームとして名乗る「ネロ」という名はNozawa Reiの頭文字、NとRの次のoとeを入れ替えたこと、お気に入りの探偵ネロ・ウルフと『フランダースの犬』の主人公ネロからきている。普段は女性の口調だが、ネロとして発言する際には男性口調になる。ピンクのルージュとマリンブルーのワンピースがトレードマーク。
若宮小学校出身で、ダイの先輩に当たる。中学・高校は天の川学園という制服のない私立学校で過ごした。
元は有能なコンピュータ技師（プログラマ）で、渡米し大手メーカーに勤務していたが、同僚でもあった恋人・アラン（李 大龍）との死別という悲劇に見舞われる。「ペスト・ウイルス」と呼ばれるコンピュータ・ウイルスが猛威を振るった際、ワクチンソフト「ジャンヌダルク」を開発し、そのソースを公開した後に引退した。現在、「ジャンヌダルク」は様々なプログラマによる改良・改変を経て、基本のウイルス対策ソフトとしてほとんどのパソコンに最初からインストールされている。
その後帰国し、風浜で喫茶店「ベーカー街」を経営。「電子塾」立ち上げにも関与している。
20巻では行方不明になるが、21巻でパリにいることが判明する。
『レイの青春事件簿』シリーズでは高校生時代の彼女が主人公を務めている。

### 電子探偵団の家族
小海家
パティシエの父（春樹）、母（町子）、マコトの3人家族。
家は風浜市内の地球儀通りで、ケーキ店「ラ・メール洋菓子店」を営んでいる。ミルフィーユとシュークリームが人気商品で、天使が描かれた包装紙も美しいと評判がよい。
林葉家
父（慎太郎）、母（陽子･陽炎、旧姓「小田切」）、兄、みずき、愛犬のハチの4人＋1匹家族。
父は国土交通省に勤務しており、現在ビッグプロジェクトのため沖縄に単身赴任中。8歳年上の兄はドイツに留学中。母は実は忍びの一族出身というとんでもない出自を持つ。その関係で、『陽炎』という名が付けられていたが、改名した。
仙崎家
父（隼人）、母（あやめ、旧姓「団」）、ダイ、小学1年生の妹（夢）、ペットの猫（タマ）の4人＋1匹家族。
家は建設業を営んでいる。妹には飛鳥にそっくりな彼氏がいる。風来坊の伯父（団 重郎、あやめの実兄）は、ダイと同じく将棋が得意。
鳥遊家
父（竜二）、母（つぐみ）、飛鳥の3人家族。
父は建築家、母はインテリア・コーディネーターをしている。自宅は父の設計であり、とても変わった外観をしている。母の妹・ひばりは栄養士の資格を持っており、現在フード・コンサルタントとして活躍中。また夢野市（岩手県遠野市がモデル）には叔父夫婦がおり、父の設計したホテルを経営している。
神岡家
20巻まではまどかと父の二人暮らし。父は博士。
母は交通事故で死んだということになっていたが8巻で生存が判明、オーストラリアにいた事が明かされる。そこで母と再会を果たすが、母はそのままオーストラリアに帰った。21巻からは、まどかと父は別々に生活している。

### その他の登場人物
アイザック＝ホームズ
シャーロック・ホームズの兄・マイクロフトのひ孫に当たる少年。シャーロックは大大叔父にあたる。灰色の目をもつ。
飛鳥が通う山王学園に編入という形で日本へやってくる。当初はホームズ家の子孫であると知られることを嫌い、名の当て字とファミリーネームのイニシャルHから「愛咲英知」と名乗っていた。
抜群の推理力を持ち、イギリスの警察からも頼られている。常にレディーファーストを忘れないなど、イギリス人らしく言動は紳士的。
実はみずきのことが好きで、マコトとは推理面でも恋愛面でもライバル。だが、まどかがマコトとみずきの恋愛を応援していると知った時から自覚的になったようだ。
北村 千波（きたむら ちなみ）
神岡まどかそっくりな、髪をオレンジ色に染めている少女。水族館《八影島シーワールド》のジュゴン(じょじょ)が友達。
父親、海東千太を亡くし、母親、北村美波と一緒に暮らしている。
「続・パスワードとホームズ４世」で父の形見の巻貝のペンダントがアイザック＝ホームズが向きが違うペンダントをもっていたことが分かっている。
磯崎 蘭子（いそざき らんこ）
みずきの尊敬する日本ナンバーワンの長距離ランナー。みずきの通っていた葉村市立第二小学校の大先輩にあたる。
致命傷である脚の骨折が原因で一時はかなり落ち込んでいたが、恋人が起こした「走る男事件」がきっかけで立ち直る。
その後コーチ役としてみずきの走りを指導することになり、夕月女子駅伝ではチームメイトとなった。
瀬底 明彦（せそこ あきひこ）
「走る苦行僧」の異名を持つ元マラソン選手。
『パスワード春夏秋冬（上）』で、北海道の夕月女子駅伝に出場するみずきや磯崎が所属する県のチームコーチとして選ばれた。なおその駅伝では、夕月市長の誘拐事件に巻き込まれている。
またその後の『パスワード四百年パズル』でも、みずきが出場するクロスカントリーの大会でみずきのコーチを務めた。
モデルは瀬古利彦。
内山 太一（うちやま たいち）
レイの知り合いの刑事。電子探偵団の遭遇した謎から犯罪が発覚した際にレイが協力を求める人物。
彼のほうからレイに協力を求める場合もあり、事件の度に遭遇する電子探偵団の面々とも顔なじみとなる。
赤ら顔なことから「ハマの赤鬼」の異名を持つが、携帯の着メロは見た目や異名からはとても想像のつかない「ぞうさん」で、レイを脱力させたことがある。
17巻にて菩薩崎のスーツケース爆弾爆発事故を未然に防いだ功績で警部補に昇進。
『レイの青春事件簿』シリーズでは、本名が「内山太一」であることや、レイの1学年先輩であったことが明かされている（ただし内山刑事自身は天の川学園の生徒ではない）。
田中 一茶（たなか いっさ）
レイの知り合いで、レイが「ベーカー街」をオープンする時に紅茶の知識を伝授した。
レイが「ベーカー街」を空けなければならないときは店番をしたり、2回だけだがオンライン上で「ネロ」の代役も務めたことがある。（マコトたちにすぐ見破られた）
ヤギのようなギョロっとした目が特徴。まどかが一時期ファンだった。イギリスではペンギンの着ぐるみを着ていた。
フランスで出会った女性・アガートと結婚した（19巻、24巻）。
桜木 竜子（さくらぎ りゅうこ）
風浜最強のスケ番といわれる合気道の達人。相手を竜巻のように投げ飛ばすことから「竜巻お竜」と呼ばれ恐れられている。
聖バルタン女学院中学時代は白いセーラー服に赤いリボンで束ねたチリチリヘアがトレードマークだったが、風浜女学館高校に進学した時に金髪のように髪を脱色し、ベリーショートに。そして白いブラウスにチェック柄のベストとミニスカートの制服、紺のハイソックスにローファーを履きイメチェンしている。
父は合気の師匠でもあるが、幼い頃に亡くしている。そのためかマコトが店番をしているときにラ＝メール洋菓子店に来た際、ケーキの代金を踏み倒すつもりだった竜子らに対し引かずに父のケーキを守ろうとしたマコトの気持ちに心を打たれる。それ以来マコトの事を気に入り、「マー坊」と呼び頻繁に冗談でからかっている。
もともとは風工の番長と付きあっていたが、今はラ＝メール洋菓子店で働くジンさんに恋をし、つきあっている。「なぎなたお京」の異名を持つ一条京香が親友。
一条 京香（いちじょう きょうか）
桜木竜子の親友。「なぎなたお京」の異名をもつ。まどかが大ファン。　
時田ススム（ときた ススム） / ドクター・クロノス / ブラック・ビネガー
飛鳥の元同級生。パソコンとミステリーが大好き。パソコンの雑誌を定期購読している。迷信などを信じる。パスワードを推測し、電子探偵団のオンラインに侵入したこともある。
第3巻で電子探偵団の存在を飛鳥から知った時に非常に興味を示し入団したいと願望を抱くが、自分が仕掛けた予言トリックの真相を飛鳥に晒されたことから電子探偵団を恨んでの大騒動を起こしてしまう。その後父の仕事の都合で渡米することとなり、転校。しばし別れる。
第17巻で一時アメリカの同級生と共に帰国することとなり、電子探偵団とのドラマチックな再会を構想。レイとの相談のもと同級生と共に架空組織「ビネガー6」をでっち上げた上で「ネロを誘拐した」と嘘のふれこみをし、自身も組織のボス「ブラック・ビネガー」を名乗り、見事な推理合戦を展開した。
明神仁(みょうじん ひとし)
ラ=メール洋菓子店に弟子として働く。
「神」と「仁」をかけて、「ジンさん」と呼ばれている。桜木竜子と付き合っている。

#### 探偵スクール
「パスワード　探偵スクール ―パズルブック　323問！―」にて追加された新キャラクター。
後書きにて、今後再登場させる構想がある事が書かれている。
夏木ユウ
頭頂部の髪が立っていないなどの違いはあるが、マコトに似た顔立ちをしており、本作の主人公。
一番好きな名探偵は「シャーロック・ホームズ」。
有名すぎる彼を除いた、好きな名探偵ベスト３は、「オーギュスト・デュパン」「ブラウン神父」「ドルリー・レーン」である。
雪野アイ
さらさらヘアーのボーイッシュな少女。快活でフレンドリー。みずきに雰囲気が似ている。
好きな名探偵ベスト３は、「思考機械」「ミス・マープル」「サム・ホーソーン」である。
大崎みかん
丸メガネをかけた少女。まどかほどではないが、感覚が常識と少し外れた部分がある。
好きな名探偵ベスト３は、「亜愛一郎」「御手洗潔」「中村雅楽」である。
ソムトウたける
父がタイ人、母が日本人のハーフで、精悍な顔をしている。
好きな名探偵ベスト3は、「名探偵カッレくん」「給仕のヘンリー」の2人。3位は、順位が付けられなくなったという事で決めていない。

## 登場用語・施設等
風浜市
主な舞台となる都市。横浜市がモデルとなっている。
ロンドンと姉妹都市協定を結んでいる。マコト、飛鳥、まどかとレイはこの町に住んでおり、ダイとみずきはそれぞれ隣町の藤堂市、葉村市在住。
地名等は舞台設定を参照。
電子塾
パソコン通信上の民間会員制フォーラムを用いた学習塾。経営者はレイの友人であり、システムの構築にレイが参加している。
科目や学年ごとに「教室」のページが設置されており、各教室で問題が表示され、これをチャットで講師の相談を仰ぎながら解いていくスタイルとなっている。
電子探偵団
電子塾に作られたチャットルーム。
他の「教室」とは異なり勉強を目的としていない息抜き用の場所であり、ミステリーファン向け。電子塾の生徒でも入団試験に合格した者のみに知らされるパスワードがなければ入室できない。水曜の夜に定例で「電子捜査会議」と呼ばれるチャット会が開かれる。本来はネロが書き込んだパズルなどを解いて楽しむ場所であったが、次第に団員が考案したパズルの出題や日常で遭遇した謎の考察がメインの活動内容となっていく。
ベーカー街
風浜駅の近場にあった、レイが経営する喫茶店。店名の由来はシャーロック・ホームズの下宿の所在地。電子探偵団のオフは基本的にこのベーカー街が会場となる。
21巻『悪魔の石』で取り壊されてしまうが、22巻で新たなベーカー街の開店準備が整い、24巻で営業を再開する。
山王学園
飛鳥の所属する小中高完全一貫の私立校。
県内一の難関校で、毎年東大合格者を何人も出している。かつてある事件をきっかけに校舎が移転している。

## 作品リスト

### パソコン通信探偵団事件ノート
1. パスワードは、ひ・み・つ（1995年6月15日 ISBN 978-4-06-148420-7）
2. パスワードのおくりもの（1996年7月20日 ISBN 978-4-06-148444-3）
3. パスワードに気をつけて（1997年4月 ISBN 978-4-06-148460-3）
4. パスワード謎旅行（1997年12月15日 ISBN 978-4-06-148473-3）
5. パスワードとホームズ4世（1998年6月15日 ISBN 978-4-06-148486-3）
6. 続・パスワードとホームズ4世（1998年8月15日 ISBN 978-4-06-148490-0）
7. パスワードvs.紅カモメ（1999年7月15日 ISBN 978-4-06-148513-6）
8. パスワードで恋をして（2000年2月15日 ISBN 978-4-06-148527-3）
9. パスワード龍（ドラゴン）伝説（2001年5月25日 ISBN 978-4-06-148558-7）
10. パスワード魔法都市（2001年8月24日 ISBN 978-4-06-148566-2）
11. パスワード春夏秋冬・上（2002年3月15日 ISBN 978-4-06-148578-5）
12. パスワード春夏秋冬・下（2002年7月25日 ISBN 978-4-06-148579-2）
13. パスワード幽霊ツアー（2003年3月14日 ISBN 978-4-06-148609-6）
14. パスワード地下鉄ゲーム（2003年9月25日 ISBN 978-4-06-148626-3）
15. パスワード四百年パズル （2004年7月15日 ISBN 978-4-06-148657-7）
16. パスワード菩薩崎決戦（2005年3月15日 ISBN 978-4-06-148679-9）
17. パスワード風浜クエスト（2005年8月11日 ISBN 978-4-06-148697-3）
18. パスワード忍びの里（2006年3月29日 ISBN 978-4-06-148717-8）
19. パスワード怪盗ダルジュロス伝（2006年9月15日 ISBN 978-4-06-148741-3）
20. パスワード悪魔の石（2007年7月19日 ISBN 978-4-06-148774-1）
21. パスワードダイヤモンド作戦!（2008年3月28日 ISBN 978-4-06-285016-2）
22. パスワード悪の華（2009年7月15日 ISBN 978-4-06-285085-8）
23. パスワードドードー鳥の罠（2010年9月15日 ISBN 978-4-06-285169-5）
24. パスワードレイの帰還（2011年3月29日 ISBN 978-4-06-285201-2）
25. パスワードまぼろしの水（2011年11月10日 ISBN 978-4-06-285238-8）
26. パスワード終末大予言（2012年7月12日 ISBN 978-4-06-285299-9）
27. パスワード暗号バトル (2012年12月10日 ISBN 978-4-06-285324-8)
28. パスワード渦巻き少女（ガール）（2013年9月13日 ISBN 978-4-06-285381-1）
29. パスワード東京パズルデート（2014年8月7日 ISBN 978-4-06-285439-9）
30. パスワード UMA（ユーマ）騒動（2015年8月15日 ISBN 978-4-06-285511-2）
31. パスワード 学校の怪談（2017年2月15日 ISBN 978-4-06-285610-2）
32. パスワード パズル戦国時代（2017年12月15日 ISBN 978-4-06-285641-6）

その後0巻も発売

### 風浜電子探偵団事件ノート
パソコン通信探偵団事件ノートを時代に合わせて書きなおしたもの。
1. パスワードはひ・み・つ new（2011年6月15日 ISBN 978-4-06-285220-3）
2. パスワードのおくりもの new（2011年12月15日 ISBN 978-4-06-285264-7）
3. パスワードに気をつけて new（2012年6月15日 ISBN 978-4-06-285294-4）
4. パスワード謎旅行 new（2013年3月15日 ISBN 978-4-06-285341-5）
5. パスワードとホームズ4世 new（2014年2月15日 ISBN 978-4-06-285410-8）
6. 続パスワードとホームズ４世 new（2014年03月13日 ISBN 978-4-06-285414-6）

### 番外・外伝
- パスワード「謎」ブック（1998年12月15日 ISBN 978-4-06-148498-6）[5]
- パスワード恐竜パニック・奇想天外SF編2（2008年7月16日 ISBN 978-4-06-285035-3）][6]
- 「パスワード」スペシャル外伝　猫耳探偵まどか（2009年11月27日 ISBN 978-4-06-215902-9）
- パスワード 外伝 猫耳探偵まどか（2013年7月11日 ISBN 978-4-06-285370-5）
- パスワード 外伝 恐竜パニック[新装版]（2013年8月15日 ISBN 978-4-06-285378-1)[6]
- パスワード はじめての事件 風浜電子探偵団エピソード0（2015年12月12日 ISBN 978-4-06-285534-1）[7]
- パスワード　探偵スクール ―パズルブック　323問！―（2016年6月15日 ISBN 978-4-06-285560-0）[8]

### 他作家との合同形式
- いつも心に好奇心（ミステリー）!（2000年9月25日 ISBN 978-4-06-210410-4） - 青い鳥文庫20周年記念企画として刊行された。はやみねかおるとの競作作品。作品タイトルは「パスワード電子猫事件」。一部はやみねかおる側の作品「怪盗クイーンからの予告状」での登場人物の行動が描写される場面がある。また先に刊行された「「謎」ブック」において名探偵夢水清志郎事件ノートシリーズが作中に架空の作品として存在している描写があり、本作でもマコトが夢水らしき人物を「どこかで見たことがある」と評している。
- おもしろい話が読みたい! 青龍編（2005年7月15日 ISBN 978-4-06-213022-6） - 青い鳥文庫創刊25周年記念企画として刊行された。作品タイトルは「パスワードジュラ戦記」。
- あなたに贈る物語（ストーリー）- （2016年11月21日 ISBN 978-4-06-213716-4） 「贈る」をテーマとして刊行された。作品タイトルは「パスワードのおくりものスペシャル 風魔術団」。所々に他作品に関係することを登場人物が喋っている。
- おもしろい話が読みたい！ワンダー編 （2010年6月25日 ISBN 978-4-06-216216-6） -  「パソコン通信探偵団事件ノート －奇想天外SF編3 パスワード 謎が島アドベンチャー」収録。

### その他
- ことわざ 慣用句 四字熟語400（2007年11月20日 ISBN 978-4-06-214225-0） - 電子探偵団が中心の学習漫画（4コマ漫画）が掲載されている。また、特別書き下ろしショートストーリー「謎が島アドベンチャー」(129～132ページの4ページ)が掲載された。